# Parione ischyrandra
Parione ischyrandra är en kräftdjursart som beskrevs av M. Bourdon1976. Parione ischyrandra ingår i släktet Parione och familjen Bopyridae. Inga underarter finns listade i Catalogue of Life.